# Pacaritambo
Pacaritambo ou Pacariqtambo ("lugar de origem", "pousada do amanhecer", "casa de produção", "casa do esconderijo"), de acordo com uma das principais lendas de criação da mitologia inca, foi o local de onde os ancestrais do povo Inca surgiram.
Três irmãos e três irmãs  ou, de acordo com outras fontes, quatro casais de irmãos  emergiram de cavernas em Pacaritambo, próximo à antiga capital do império inca em Cuzco, no Peru. Manco Capac e Mama Ocllo, um dos casais de irmãos, são considerados como os fundadores de Cuzco e da dinastia imperial inca.

## Localização
As cavernas de Pacaritambo se encontram supostamente localizadas no monte Tambutoco, distrito de Paccaritambo, na província de Paruro, região de Cuzco.  De acordo com uma teoria elaborada por alguns grupos místicos obscuros , porém, trata-se de um lugar mítico, que eles acreditam ter sido inundado pelo lago Titicaca.